# لانگ هالو (داکوتای جنوبی)
لانگ هالو (به انگلیسی: Long Hollow) یک منطقهٔ مسکونی در ایالات متحده آمریکا است که در شهرستان رابرتس، داکوتای جنوبی واقع شده‌است. لانگ هالو ۱۹۲ نفر جمعیت دارد و ۵۱۶٫۹۵ متر بالاتر از سطح دریا واقع شده‌است.